# Csige Tamás
Csige Tamás (Debrecen, 1971. augusztus 5. –) magyar tanító, politikus, országgyűlési képviselő.

## Életpályája

### Iskolái
1991–1994 között a Budapesti Tanítóképző Főiskola hallgatója volt. Ezután elvégezte a Janus Pannonius Tudományegyetem humán szervező szakát is.

### Pályafutása
1989–1991 között a hajdúdorogi Tokai Úti Általános Iskolában képesítés nélküli nevelőjeként dolgozott. 1994–1997 között a Móra Ferenc Általános és Művészeti Iskola tanítója volt. 2002–2003 között a Gyermek-, Ifjúsági és Sportminisztérium tanácsadója volt. 

### Politikai pályafutása
1995-től az MSZP tagja. 1997-től a Baloldali Ifjúsági Társulás (BIT) Hajdú-Bihar megyei elnöke. 1998–2006 között önkormányzati képviselő volt. 1998-ban és 2002-ben országgyűlési képviselőjelölt volt. 2002-ben polgármesterjelölt volt. 2002-től a Hajdú-Bihar Megyei Közgyűlés tagja és frakcióvezető-helyettese. 2004-ben az európai ügyek bizottságának tagja volt. 2004–2006 között a Környezetvédelmi bizottság és az Idegenforgalmi bizottság, valamint az Egészségturizmus albizottság tagja volt. 2004–2006 között országgyűlési képviselő volt. 2005-ben az Ifjúsági és sportbizottság tagja volt. 2006–2019 között Hajdúdorog polgármestere (Összefogás Hajdúdorogért Egyesület-MSZP-SZDSZ) volt.